# Karl Schachinger

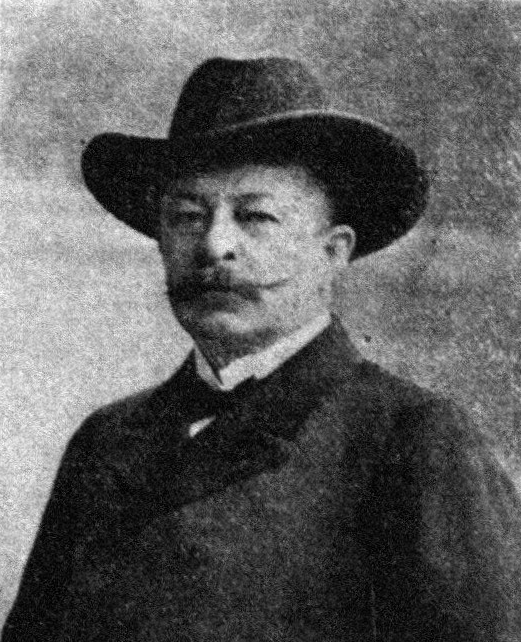
Karl Schachinger

Karl Schachinger (* 28. April 1860 in Schwanenstadt, Oberösterreich; † 19. Oktober 1919 in Eferding, Oberösterreich) war ein österreichischer Politiker der Christlichsozialen Partei (CSP).

## Ausbildung und Beruf
Nach dem Besuch der Volksschule besuchte er eine Staatsrealschule und wurde Kaufmann in Mauerkirchen und Eferding. Er war auch Berichterstatter für Saaten- und Ernteberichte des Ministeriums für Ackerbau.

## Politische Funktionen
- 1896–1918: Abgeordneter zum Oberösterreichischen Landtag (IX., X. und XI. Wahlperiode), Wählerklasse Städte und Industrialorte, Wahlbezirk Eferding
- 1907–1918: Abgeordneter des Abgeordnetenhauses im Reichsrat (XI. und XII. Legislaturperiode), Wahlbezirk Österreich ob der Enns 12, Christlichsoziale Vereinigung deutscher Abgeordneter
- 1918–1919: Mitglied der Provisorischen Landesversammlung Oberösterreichs, CSP
- 1903–1909: Bürgermeister von Eferding

## Politische Mandate
- 21. Oktober 1918 bis 16. Februar 1919: Mitglied der Provisorischen Nationalversammlung, CSP